# Enakopravnost (časopis)
Enakopravnost (angleško Equality) je bil slovenski dnevnik, ki je izhajal v Clevelandu (Ohio, Združene države Amerike).
List je sprva izdajala korporacija tiskovne družbe Enakopravnost, pozneje pa Ameriško-jugoslovanska tiskovna družba. V začetku je bil neodvisen, napredno usmerjen list, v letih 1925−1930 tudi uradno glasilo Slovenske svobodomiselne podporne zveze. Politično ni bil točno usmerjen, vendar se je vedno zavzemal za napredne smeri. Izhajal je kot dnevnik v največji nakladi do 7250 izvodov. Prvi urednik je bil Janko Rogelj, nato Louis Truger, Zvonko Novak, Anton Šabec, Vatroslav Grill, Ivan Jontez, ponovno Šabec in Grill, Ivan Boštjančič, Lojze Čampa in kot zadnji urednik ponovno Grill, ki je bil ključni urednik, je list urejal v letih 1919−1936, 1943−1946 in 1950−1957. Že pred 2. svetovno vojno je bila Enakopravnost napredno usmerjen list in med letoma 1934 in 1941 je bila v Kraljevini Jugoslaviji prepovedana. Tudi med vojno in po njej je list vztrajal na naprednih stališčih in organiziral pomoč rojakom v domovini. Ker ni bilo moč najti novega urednika in zaradi premajhnega števila naročnikov  je Enakopravnost 1. aprila 1957 prenehala izhajati.